# Спад Веб
Ентони Џером „Спад“ Веб (енгл. Anthony Jerome "Spud" Webb; Далас, САД, 13. јул 1963) је амерички кошаркаш.
На драфту 1985. одабрали су га Детроит Пистонси као 87. пика.
Спад Веб је са висином од 1,70 m убедљиво најнижи играч који је победио на такмичењу у закуцавањима.